# コスタンティノ・ロッカ
コスタンティノ・ロッカ（Costantino Rocca, 1956年12月4日 - ）は、イタリア・ベルガモ出身のプロゴルファー。イタリア人のプロゴルファーとして、唯一ライダーカップのヨーロッパ選抜チーム代表選手に選ばれた経験を持つ、当地最大の選手である。ゴルフのメジャー大会でも2度優勝争いに加わったが、1995年の全英オープンと1997年のマスターズで優勝を逃した。ヨーロピアンツアーで通算5勝を挙げ、ライダーカップには1993年・1995年・1997年の3度出場した。身長175cm、体重87kg。
ロッカは少年時代から故郷の「ベルガモ・ゴルフクラブ」でキャディを務め、22歳の時に「イタリアン・キャディ選手権」で優勝した後、24歳でプロゴルファーになった。ゴルファーとしての生活資金を得るために、ポリスチレン箱の製造工場で働いた時期もある。ヨーロピアンツアーの「クオリファイイング・スクール」（シード権獲得のための資格試験）を4度受けた後、1989年から欧州ツアーに本格参戦を開始した。1993年にヨーロッパツアーで年間2勝を挙げ、イタリア人のプロゴルファーとして初めてライダーカップのヨーロッパ選抜チーム代表選手に選出された。1995年に名門セント・アンドルーズのR&Aゴルフクラブで行われた全英オープンで、ロッカは最終18番ホールでチップ・ショットを決め、ジョン・デーリーと 6 アンダーパー（-6, 282ストローク）で並んだが、プレーオフでデーリーに敗れて“ゴルフの聖地”に名前を残す機会を逸してしまう。この年は2度目のライダーカップ出場を果たし、ツアーの賞金ランキングも自己最高の4位につけた。
1997年のマスターズで第3ラウンドを終えた時、コスタンティノ・ロッカは6アンダーで2位につけたが、首位を独走していた21歳のタイガー・ウッズとは9打差をつけられていた。4月13日の最終ラウンドで、ロッカは若きウッズを追い詰めることができず、結局この日のラウンドは75（3オーバーパー）とスコアを崩して5位に終わった。しかし、5ヶ月後のライダーカップ最終日の「シングルス・マッチ」（1対1のマッチプレー方式）第3試合で、ロッカとウッズが再び顔を合わせた時、ロッカはウッズに 4 アンド 2 で勝ち、ヨーロッパ選抜チームの勝利に貢献した。1999年の「ウエスト・オブ・アイルランド・ゴルフクラシック」でヨーロッパ・ゴルフツアー5勝目を挙げたが、ライダーカップ出場は惜しいところで逃した。この大会が現時点でロッカの最後のツアー優勝になっている。2007年からは、ヨーロッパのシニアゴルフツアー（50歳以上の選手が対象）に転戦を開始した。
イタリアにはプロゴルファーは非常に少なく、ロッカは長い間孤高の存在のような選手であった。しかし2005年の全米アマチュア選手権で、大会史上初めてイタリア人選手のエドアルド・モリナリが優勝を果たすなど、少しずつ彼のまいた種が育ちつつある。

## プロ優勝 (14)

### ヨーロピアンツアー (5)
| No. | Date          | Tournament                       | 優勝スコア            | 打差    | 2位（タイ）                                                                          |
| --- | ------------- | -------------------------------- | --------------------- | ------- | ------------------------------------------------------------------------------------ |
| 1   | 1993年4月4日  | オープン・ド・リヨン             | −21 (67-71-66-63=267) | 6打差   | ヨーキム・ヘグマン, ガブリエル・ヤッツステット, バリー・レーン, ポール・マッギンリー |
| 2   | 1993年6月27日 | プジョー・オープン・ド・フランス | −11 (66-66-71-70=273) | Playoff | ポール・マッギンリー                                                                 |
| 3   | 1996年5月27日 | ボルボPGA選手権                  | −14 (69-67-69-69=274) | 2打差   | ニック・ファルド, ポール・ローリー                                                   |
| 4   | 1997年9月7日  | キヤノン・ヨーロピアンマスターズ | −13 (71-69-70-65=275) | 1打差   | スコット・ヘンダーソン, ロバート・カールソン                                         |
| 5   | 1999年8月15日 | West of Ireland Golf Classic     | −12 (70-68-68-70=276) | 2打差   | パドレイグ・ハリントン                                                               |

ヨーロピアンツアープレーオフ記録 (1–1)
| No. | Year | 大会                             | 相手                 | 結果                                                       |
| --- | ---- | -------------------------------- | -------------------- | ---------------------------------------------------------- |
| 1   | 1993 | プジョー・オープン・ド・フランス | ポール・マッギンリー | 最初のホールでボギーを決めて勝つ                           |
| 2   | 1995 | 全英オープン                     | ジョン・デーリー     | 4ホールの末敗れる (デーリー 4-3-4-4=15, ロッカ 5-4-7-3=19) |

### その他 (7)
- 1984 National Omnium
- 1985 Enichem Open
- 1986 Pinetina Open
- 1987 Index Open
- 1988 ロレックスプロアマ (スイス)
- 1989 National Omnium, イタリアPGA選手権

All in Italy except where noted.

### ヨーロピアンシニアツアー (2)
- 2007 アイリッシュシニアオープン, The Kingdom of Bahrain Trophy - Seniors Tour Championship

## 代表歴
- ヘネシーコニャックカップ: 1984
- アルフレッド・ダンヒルカップ (イタリア代表):1986, 1987, 1989, 1991, 1992, 1996, 1999
- ヨーロッパカーカップ: 1988
- ワールドカップ (イタリア代表): 1988, 1990, 1991, 1992, 1993, 1994, 1995, 1996, 1998, 1999
- ライダーカップ (欧州代表): 1993, 1995 (winners), 1997 (winners)